# Tohono O’Odham

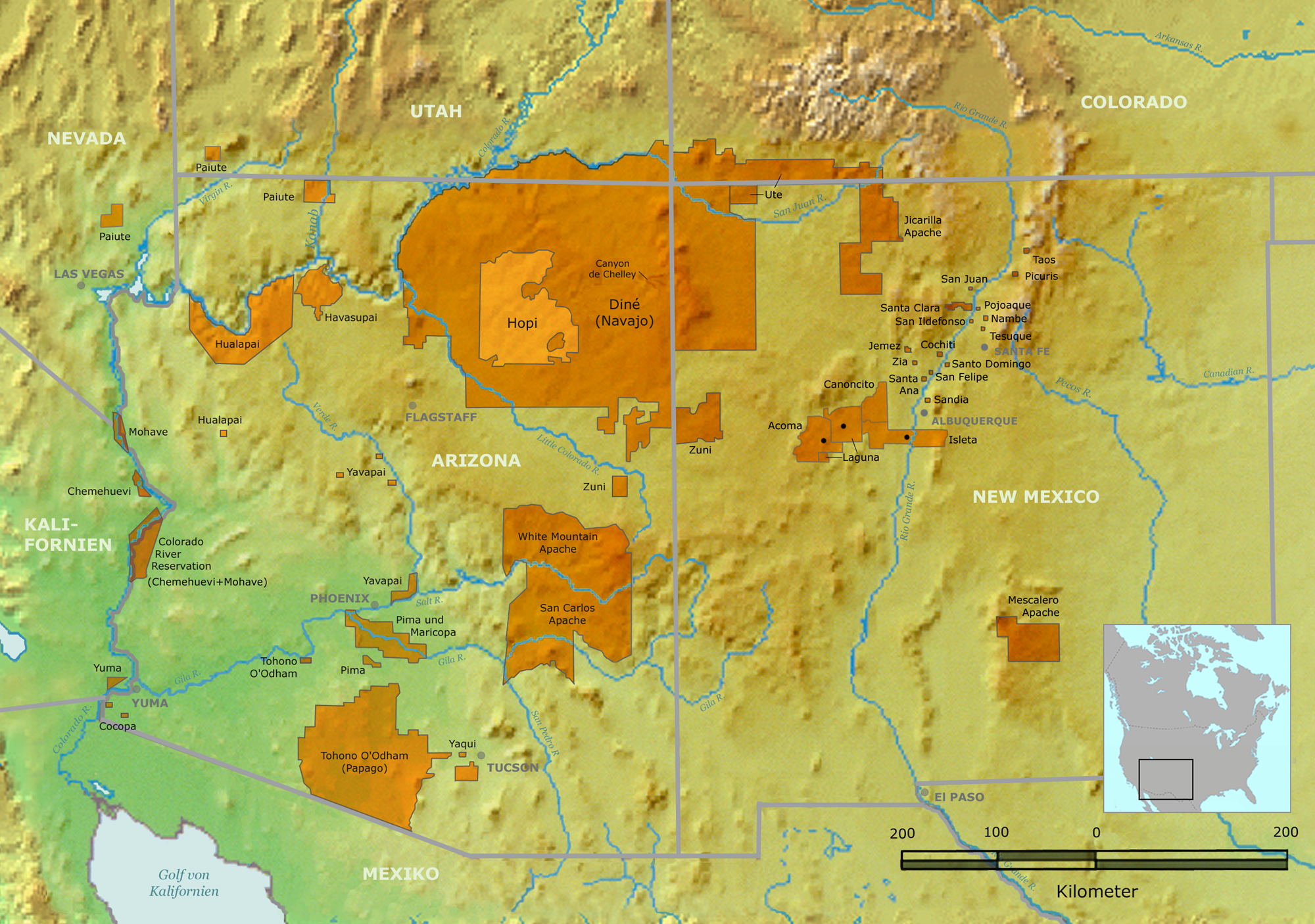
Reservate der Tohono O'Odham und benachbarter Stämme im Südwesten der USA

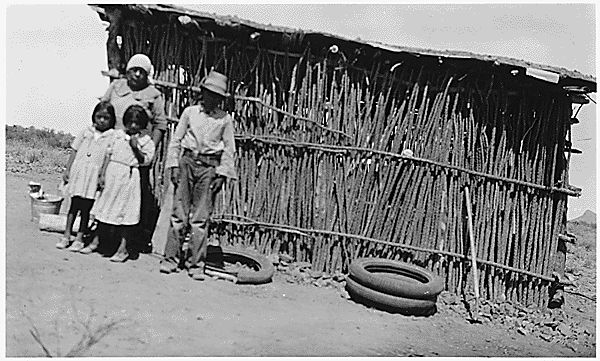
Tohono-O’Odham-Familie vor ihrem Haus aus Zweigen; Tohono O'Odham Nation, Arizona

Die heutige Tohono O'Odham Nation besteht aus Nachfahren zweier sprachlich verwandter, jedoch kulturell unterschiedlicher, indianischer Stammesgruppen, die einst in der Sonora-Wüste im Südwesten von Arizona, USA, und im Nordwesten von Sonora, Mexiko, lebten – den offiziell auf Bundesebene als Stamm anerkannten Tohono O'Odham (Papago) („Volk der Wüste“) sowie den nur als Teil der Tohono O'Odham Nation anerkannten Hia C-eḍ O'Odham (Sand Papago / Sand Pima) („Volk der Sanddünen“).
Beide Stämme werden (wurden) oftmals unter der kolonialen (im Spanischen als Pápago und in historischen Texten immer noch üblichen) – heute von ihnen abgelehnten – Bezeichnung Papago zusammengefasst und bilden eine der zwei großen kulturellen Hauptgruppen der O’Odham oder Pima Alto (Obere Pima), der geographischen Sammelbezeichnung aller Pima (Pimic)-sprachigen Gruppen nördlich des Río Sonora; die zweite Hauptgruppe bilden die als Pima bezeichneten Stämme (teilweise heute nicht mehr existent) der Akimel O'Odham („Fluss-Volk“), der Koahadk (Qáhatika), der Sobaipuri (So s-o:bai-puri – „viele Feinde/großes feindliches Volk“), Soba Pimas (S-O'obmakam – „Apache-ähnliches Volk“), der Himeris (Ímuris) („Plateau zwischen Flüssen“ oder „wie Feuerstein geformte Hügel“) sowie der eigentl. Pima (Piatos) (eine Kontraktion von Pimas Altos).
Ihre nächsten kulturellen und sprachlichen Verwandten sind die ebenfalls Pimic-sprachigen weiter südlich im Norden Mexikos lebenden – und daher als Pima Bajo (Untere Pima) bezeichneten Stämme sowie die Tepehuán und Tepecano.

## Namensgebung
Die Pima selbst hatten sich nie als Pima bezeichnet, die verschiedenen Pima-Gruppen bezeichneten sich einfach je nach Dialekt als Au-Authm, O'Odham, O'Ob, Odami oder Dami, was einfach „Volk“ bedeutet.
Die Flusstäler und angrenzenden Gebiete von Santa Ana im Norden von Sonora bis zum Gila River im Süden von Arizona waren allgemein bei den Spaniern als Pimería Alta und die hier lebenden Gruppen daher als Pima Alto bekannt, die westlich und südlich angrenzenden Wüstengebiete und Berge bis zur Küste des Golfs von Kalifornien als Gran Desierto de Altar („Westliche Papaguería“) oder Papaguería („Östliche Papaguería“) und die hier lebenden Pima als Areneños (Pápagos de la Arena – „Sand Pápago“) oder Pápago, die Flusstäler und Berge im Süden Sonoras und im Norden Durangos und Chihuahuas als Pimería Baja und die hier lebenden Gruppen als Pima Bajo und die südlich in den angrenzenden Gebiete im Süden Durangos, im Norden von Sinaloa, Jalisco und Nayarit lebenden als Tepehuanes oder als Nayarites bezeichnet.
Das Wort Pima leitet sich wahrscheinlich aus einem Dialekt der Pima Bajo her. Als die ersten Spanier den Pima eine Frage stellten, konnten diese ihnen nur antworten: pi-myi-match / pi 'añi mac / pi mac („Ich weiß nicht“), pi-ma-te („Ich verstehe das nicht“) oder pi ha'icu („nichts“), woraus dann die Spanier verkürzend Pima machten.
Der heutige Name Tohono O'Odham („Volk der Wüste“) ist die Selbstbezeichnung der früher allgemein als Papago bezeichneten Gruppen, wobei dies wiederum eine spanische Adaption eines O'Odham-Wortes ist; mit Babawï O'Odham oder Pahpah Au-Authm („Teparybohnen-Volk“) oder Ba:bawĭkoʼa („Teparybohnen-Esser“) bezeichneten die benachbarten Akimel O'Odham ihre Verwandten. Manche Historiker behaupten jedoch, dass die den O'Odham feindlich gesinnten kriegerischen Opata diese verächtlich als Papawi O’Otham bezeichneten. Der Name Opata selbst ist wiederum eine Abwandlung der O'Odham-Wörter Ohp oder O'Ob („Feinde“) oder Obagg'ata („einen Feind haben“).
Die vormals als Sand Papago / Sand Pima bezeichneten Gruppen – und daher oftmals fälschlicherweise als Untergruppe der heutigen Tohono O'Odham (früher: Papago genannt) betrachtet – wurden erst seit 1986 offiziell wieder mittels ihrer Selbstbezeichnung als Hia C-eḍ O'Odham („Volk der Sanddünen“) bezeichnet; von benachbarten O'Odham-Gruppen auch als Hia Tadk Ku:mdam („Sand Root Crushers“), Hiá Tatk Kuá'adam („Sand Root Eaters“) oder auch Otomkal Kuá'adam („Wüstenleguan-Esser“) oder wegen ihres nomadischen Lebensstils im Gegensatz zu den meist sesshaften O'Odham auch als S-O'obmakam („Feind (Apache)-ähnliches Volk“) bezeichnet. Eine Band der Hia C-eḍ O'Odham in den Tinajas Altas Mountains (Uʼuva:k – „wo die Pfeilspitze versank“ oder Uʼuv Oopad – „wo die Pfeile abgelegt wurden“) wurde daher auch von den Tohono O'Odham einfach nach dieser Bergkette als U'uva:k oder Uʼuv Oopad bezeichnet („Bewohner der Tinajas Altas Mountains“).
Die (später) mächtigsten Feinde der Pima Alto und Pápago, die verschiedenen Gruppen der Apache (Nnēē oder T'Inde), bezeichneten diese als Sáíkiné („Volk des Sandhauses“), da sie in aus Lehmziegel (Adobe) errichteten Pfahlhäusern lebten oder als Ketl'ah izláhé („Riemen-unter-den-Füßen-Volk“), da sie im Gegenzug zu den Apache Sandalen trugen.

## Sprache
Beide Stämme sprechen jeweils eine Varietät der sogenannten Pápago-Dialektgruppe des O'Odham (Pima-Papago) oder O'odham ñiok (O'odham ha-ñeʼokĭ oder O'odham ñiʼokĭ), einer der vier Hauptsprachen des Pima (Pimic) oder Tepiman, einer Gruppe eng verwandter Sprachen, die zum Südlichen Zweig der Uto-aztekischen Sprachfamilie zählt; die Pápago-Dialektgruppe unterteilt sich nochmals in mehrere Dialekte (Campbell 1997):
Tohono O'Odham oder Pápago-Varietät
- Cukuḍ Kuk oder (Ko)Kolo'di-Dialekt[13] (auch: Kokololoti, Nachfahren der eigentl. Pima)
- Gigimai oder Kiy'kima-Dialekt
- Hu:hu'ula oder Huhumu-Dialekt
- Huhuwoṣ oder Hauhauwash-Dialekt (Nachfahren der Soba)
- Totoguañ(i) oder Totoköwany-Dialekt
- Ge Aji oder Santa Rosa Mountains-Dialekt (†)[14]
- Anegam-Dialekt (†)
- Kohadk oder Kohatk-Dialekt (†) (Nachfahren der Koahadk)

Hia C-eḍ O'Odham oder Sand Pápago-Varietät
- Pisinemo-Dialekt (abgel. von Pisin Moʼo – „Buffalo Head“)
- Quitovac-Dialekt (eine Mixtur von Hia C-eḍ O'Odham und dem Huhuwoṣ der Soba)
- Quitobaquito-Dialekt (eine Mixtur von Hia C-eḍ O'Odham und dem Hu:hu'ula des Tohono O'Odham)
- (evtl. mehrere weitere Dialekte ?)(†)

Von den heute ca. 13.000 Akimel O'Odham (Pima) und ca. 20.000 Tohono O'Odham (Papago, inkl. der ca. 1000 Hia C-eḍ O'Odham) (Ichihashi-Nakayama 2004) in den USA, sprechen nur noch ca. 14.000 ihre Muttersprache, unter den mehreren Tausend O'Odham (Pápago sowie evtl. einigen Hia C-eḍ O'Odham) in Mexiko sprechen diese nur noch ca. 100, die meisten benutzen heute im Alltag entweder American English oder Mexikanisches Spanisch (Español Mexicano) (lt. Golla 2007).

## Bevölkerungszahl
Für 1680 wird die Bevölkerung der Tohono O'Odham auf 6000 geschätzt. Im Jahre 1910 zählten die US-Behörden 3798, 1923 5672 und 1937 6305 Tohono O'Odham. Im Jahre 2000 ergab die US-Volkszählung eine Zahl von 20.087 Personen mit Tohono O'Odham-Blut, darunter 17.466 Vollblut-Tohono O'Odham. Heute leben die meisten der ca. 25.000 Tohono O'Odham im südlichen Arizona. Darüber hinaus leben einige tausend Tohono O'Odham im angrenzenden nördlichen Sonora, Mexiko.

## Siedlungsgebiet
Bei der Ankunft der Europäer in Amerika lebten die Tohono O'Odham in einem Gebiet südlich und südöstlich des Gila River, hauptsächlich südlich von Tucson (Cuk ṣon – „[am] Fuß des Schwarzen [Berges]“), in den heutigen USA. Weiter erstreckte sich ihr Siedlungsgebiet ins Tal des Santa Cruz River und westlich/südwestlich davon über die Sonora-Wüste nach Sonora, Mexiko. Die zweite Stammesgruppe, die Hia C-eḍ O'Odham, lebte westlich und südwestlich der Tohono O'Odham in der Sonora-Wüste vom Golf von Kalifornien bis zu den Tinajas Altas Mountains in Arizona. Die Wüsten- und Halbwüstengebiete der Papago und Sand Papago wurden von den Spaniern als Papaguerita bezeichnet.

## Traditionelle Kultur

### Tohono O'Odham
Die Tohono O’Odham, die in fruchtbareren Gebieten wohnten, bestritten ihren Lebensunterhalt neben der Jagd und dem Sammeln von Wildpflanzen, Samen und Wildfrüchten zu einem gewissen Anteil durch Ackerbau. Da sie im Jahresverlauf zwischen Winterlager und Sommerlager wechselten, wurden sie Two-Villagers genannt. Ihre Winterlager (sogenannte winter well villages) errichteten sie in der Nähe von Quellen und Flüssen der Gebirgsausläufer. Die Sommerlager errichteten sie auf den Hochebenen zwischen den Bergrücken. Dort errichteten sie Steindämme, um den Sommerregen zu ihren Feldern leiten zu können. Auf diesen bauten sie Mais, Kürbisse, Wassermelonen sowie insbesondere Bohnen an. Zusätzlich stellte das Sammeln von Wildfrüchten, besonders der Saguaro-Früchte, einen wichtigen Bestandteil ihrer Kultur dar. Da die Jagd sowie der Ackerbau in dieser trockenen Gegend nicht sehr ergiebig war, arbeiteten die Tohono O’Odham auf den Feldern der Pima (Akimel O'Odham), um zusätzliche Nahrung zu erwirtschaften. Enge Verbündete an der Nordgrenze zur Apacheria waren ab Mitte des 17. Jahrhunderts die Pima (und später die Maricopa); gemeinsam stellten sie den Weißen zuverlässige Späher (Scouts) und Krieger im Kampf gegen die Apachen.
Die Tohono O’Odham lebten genauso wie die anderen O'Odham-Gruppen außer den Hia C-eḍ O'Odham in weit verstreuten Siedlungen aus Pfahlhäusern aus Adobe entlang der Flüsse oder in gut bewässerten Gebirgs- und Wüstengegenden. Jede Familie besaß verstreut am Flussufer gelegene Felder, die oft weit auseinander lagen. Sie trafen sich einzig bei den wichtigsten Zeremonien oder um ihre Familien in Sicherheit zu wissen, wenn die Krieger verschiedener Siedlungen sich trafen, um gegen einen gemeinsamen Feind vorzugehen (Apachen, Opata, Yaqui (Hihakim genannt, Singular: Hiakim), Yuma). Die Tohono O’Odham töpferten und flochten Körbe.

### Hia C-eḍ O'Odham
Vor der Unterwerfung durch die Weißen lebten die Hia C-eḍ O'Odham als einzige unter allen O'Odham-Gruppen als reine Jäger und Sammler, vor allem von den Früchten von Kakteen, wildwachsenden Pflanzen, Beeren sowie von der Jagd auf Wild (Dickhornschafe, Maultierhirsche und Gabelantilopen, Antilopenhasen, Eselhasen, Bisamratten sowie Eidechsen). Zudem aßen sie eine bestimmte essbare Wüstenpflanze (allgemein sand food genannt), Mesquite-Früchte, Saguaro sowie Pitahaya-Früchte. Während bestimmter Jahreszeiten zogen sie an die Küste des Golfs von Kalifornien, um zu fischen sowie zur Salzgewinnung.
Aufgrund der geographischen Nähe zu den Fluss-Yuma, entlehnten sie bestimmte kulturelle Merkmale von den Yuma, so dass sie nach einigen Quellen kulturell mehr den Yuma glichen als den benachbarten O'Odham-Gruppen, mit Ausnahme ihrer Sprache. Historischen Quellen zufolge unterhielten die Hia C-eḍ O'Odham freundschaftliche Kontakte zu den Cocopa, Quechan und Halchidhoma.
Da sie das fast regenlose westliche Gebiet der Papaguerita (von den Spaniern El Gran Desierto – ‘die große Wüste’ genannt) bewohnten, waren sie gezwungen als Nomaden ständig ihre Lager zu wechseln, und wurden daher als No-Villagers bezeichnet. Auf ihren ständigen Wanderungen bewohnten sie daher nur Strauchhütten (Wickiups) oder manchmal gar nur einfache Windschirme (span.: ramada), die es ihnen erlaubten, schnell das Lager auf und wieder abzubauen.

## Geschichte
Pater Eusebio Kino war vermutlich der erste Weiße, der 1694 bei seiner ersten Expedition den Tohono O’Odham begegnete. Die Geschichte der Tohono O’Odham ist eng verknüpft mit derjenigen der Pima, abgesehen davon, dass sie weniger in Kontakt mit den Weißen traten als die Pima.
Katholische Missionare begannen die Tohono O’Odham Ende des 17. Jahrhunderts zum Christentum zu bekehren. Die Missionare waren recht erfolgreich, was große Kriege gegen die Mexikaner und US-Amerikaner verhinderte. 1865 unterstützten etwa 150 Krieger der Tohono O’Odham die US-Armee als Scouts und Söldner gegen die Apachen. Die Zusammenarbeit gestaltete sich für die US-Truppe jedoch mühsam, da die Tohono O’Odham sich nach jedem getöteten Feind einer 16-tägigen Reinigung unterzogen. Außerdem durften nur einige auserwählte Tohono O’Odham, die einer Kriegspartei angehörten, überhaupt töten. In Mexiko kämpften die Tohono O’Odham vor allem gegen die Yaqui. Der mexikanische Staat Sonora bezahlte ihnen für jede abgehackte rechte Hand eines Yaqui 25 Silberpesos.
Erst 1917 wurden die Tohono O’Odham dem allgemeinen Reservatssystem unterstellt. So konnten sie sich einen großen Teil ihrer traditionellen Lebensweise bewahren.

## Lokalgruppen und Dörfer der Tohono O'Odham
Die Tohono O'Odham (Pápago) („Volk der Wüste“) bewohnten traditionell die Papaguería („Östliche Papaguería“), wobei sie stets zwischen Winter- und Sommersiedlungen wechselten („Two-Villagers“):
- Kuitatk (kúí tátk – „Mesquite-Wurzel“)
- Sikorhimat (sikol himadk – „Dorf an den Wasserstrudeln-Wirbeln“)
- Wahw Kihk (wáw kéˑkk – „Aufrechtstehender Fels“)
- San Pedro (wiwpul – „Wilder Tabak“)
- Tciaur (jiawul dáhăk – „Barrel Cactus Sitting“)
- Anegam (ʔáˑngam – „Platz der Wüsten-Weide“ [engl.: desert willow, botanisch: Chilopsis linearis])
- Imkah (ʔiˑmiga – „Verwandte“)
- Tecolote (kolóˑdi, auch cú´kud kúhūk – „Schreiende Eule“)

## Bands der Hia C-eḍ O'Odham
Die Hia C-eḍ O'Odham (Sand Papago/Sand Pima) („Volk der Sanddünen“) oder Areneños (die Spanier adaptierten die Selbstbezeichnung als Pápagos de la arena oder kurz Areneños, die Amerikaner bezeichneten sie als Sand Papago oder Sand Pima), lebten als Nomaden und somit in keinen dauerhaften Siedlungen („No-Villagers“) westlich und südwestlich der Tohono O'Odham in der Gran Desierto de Altar („Westliche Papaguería“), unterteilten sich geographisch-kulturell in zwei durch den Sonoita River getrennte Gruppen – die Nördlichen Hia C-eḍ O'Odham standen kulturell sowie politisch den Yuma-Stämmen und Tohono O'Odham nahe und die Südlichen Hia C-eḍ O'Odham den Sobas (Soba Pimas) sowie Seris.
- Areneños Pinacateños oder Pinacateños[21] (lebten in der Sierra Pinacate (Cuk Doʼag) und den Cabeza Prieta Mountains in der Sonora-Wüste im Grenzgebiet von Arizona und Sonora)
- Areneños (lebten in der Gran Desierto de Pinacate rund um die Bergerhebungen, die von den Areneños Pinacateños bewohnt wurden)
- Quitobaquito Areneños (bewohnten die gleichnamige Oase mit den sog. Quitobaquito Springs[22] im heutigen Organ Pipe Cactus National Monument in äußersten Süden von Arizona)
- Quitovac Areneños (auch Vak, heute meist Bak genannt, bewohnten diese Oase, die von fünf Quellen gespeist wurde, im heutigen Municipio Puerto Peñasco (Geʼe Ṣuidagĭ) inmitten der Gran Desierto de Altar)[23]

## Heutige Situation
Die Nachfahren der Tohono O'Odham und Hia C-eḍ O'Odham leben heute in mehreren Indian Reservations im Süden Arizonas (abgeleitet von al ṣonag – „Ort der kleinen Quelle“) westlich von Tucson oder in einer der nahegelegenen Städte. Durch die Lage an der Grenze würde ein 120 km langes Teilstück der von Donald Trump geplanten Grenzmauer über das Territorium der Tohono O'Odham verlaufen, was der Stamm ablehnt. Südlich der Mexikanisch-Amerikanischen-Grenze gibt es zwar kein separates Reservat für die Tohono O'Odham (und evtl. noch einigen Hia C-eḍ O'Odham), jedoch bis zu 145 km (90 Meilen) südlich von Arizona viele Gemeinden in den Bergen Sonoras sowie im Gebiet der Sierra el Pinacate.

## Indian Reservations der Tohono und Hia C-eḍ O'Odham

Die Karte zeigt die Lage der Tohono-O'Odham-Nation im Pima County; rötlich hervorgehoben sind die große Tohono O'Odham Reservation sowie die kleinere San Xavier Reservation, die einzelnen Teilstücke im Maricopa County und Pinal County sind nicht dargestellt.

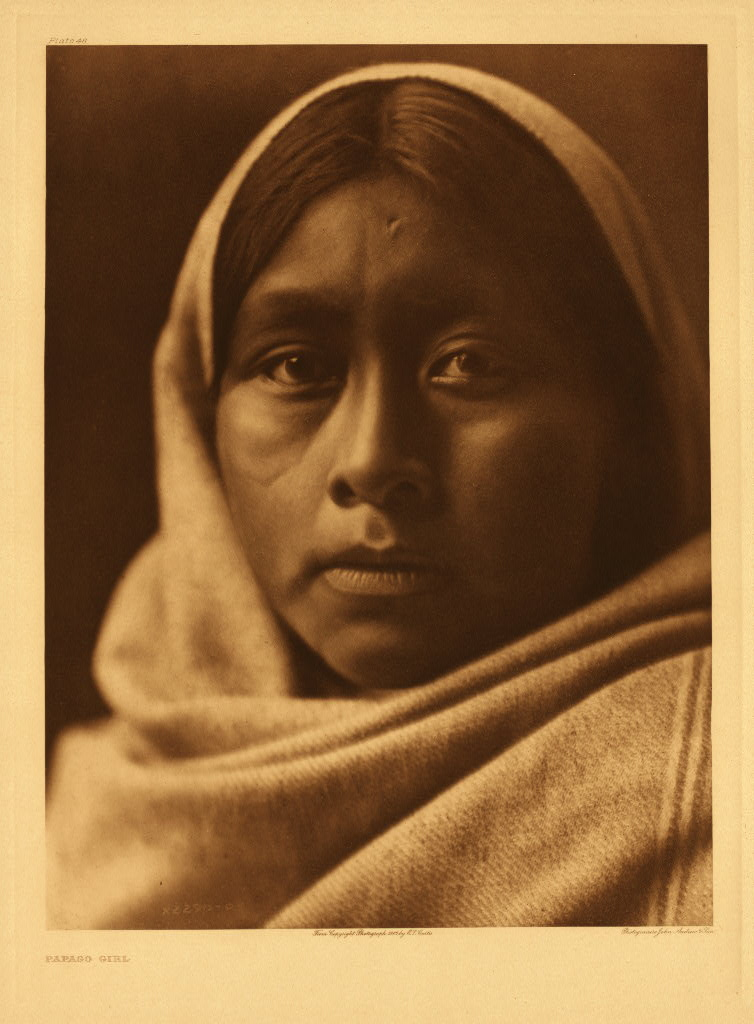
Mädchen der Papago, Edward Curtis, 1908

Die Tohono O’Odham leben heute hauptsächlich von Rinderzucht und Bodenbau, dank künstlich bewässerter Felder. Das Ak-Chin-Reservat, das 21.000 acres (85 km²) umfasst, beinhaltet eine 10.000 acres (40 km²) große Farm, die vor allem Baumwolle anpflanzt.
Die Tohono O'odham Nation Reservation, das San-Xavier-Reservat und das Gila-Bend-Reservat haben eine gemeinsame Regierung mit der Verwaltung bei Sells, Arizona. Sie umfassen zusammen ein Gebiet von 2,8 Millionen acres (11.000 km²), das meiste davon ist Wüste.
Einige wenige archäologische Stätten sind erhalten geblieben, zum Beispiel Ruinen der Hohokam-Kultur. Die Hohokam gelten als Vorfahren der Tohono O’Odham. Die Reservate der Tohono O’Odham haben sich in den letzten Jahren zum größten Korridor für illegale mexikanische Einwanderer entwickelt.